# Apocordulia macrops
Espèce
Répartition géographique
Statut de conservation UICN

 LC  : Préoccupation mineure
Apocordulia macrops est une espèce monotypique de libellules de la famille des Synthemistidae (sous-ordre des Anisoptères).

## Description
Apocordulia macrops est une petite libellule d'un brun pâle avec des cercles noirs à la base des segments abdominaux. Les ailes sont transparentes avec des nervures orangées.

## Répartition
Cette espèce se retrouve en Australie. Elle a été mentionnée dans la rivière Kiewa au nord de l'État de Victoria à une altitude inférieure à 400 m.